# آروانا
آرُوانا (به انگلیسی: Arowana) یا زبان‌استخوان گونه‌ای ماهی از خانواده استخوان‌زبانان است.
آروانا معمولاً تا ۶۰ تا۹۰ سانتیمتر رشد می‌کند ولی تا ۱.۲ هم ممکن است در خارج از آکواریوم رشد کنند.

## انواع
۱- آروانای نقره‌ای (آروانای سیلور)
۲- آروانای آسیایی (آروانای آسیایی طلایی- آروانای آسیایی قرمز- آروانای آسیایی نقره‌ای)
۳- آروانای خالخالی
۴- آروانای کوتوله (آروانای شمالی)
۵- آروانای آفریقایی
۶- آروانای مشکی

## آروانا قرمز
پر طرفدارترین نژاد آرواناهای آسیایی، خانواده آرواناهای قرمز محسوب می‌شود که به چندین زیر گونه و نژاد مختلف تقسیم می‌شود. آروانا چیلی رد یا قرمز چیلی، آروانا سوپر رد یا قرمز بی‌نهایت، آروانا قرمز خونی، آروانا نارنجی و … از زیر گونه‌های آروانا قرمز محسوب می‌شوند که در مارکت‌های گوناگون و متفاوتی هستند.

## آروانا سوپر رد
با نام انگلیسی Super Red Arowana قرمزترین زیر گونه آرواناهای قرمز محسوب می‌شود. بدنی کشیده تر و باریک‌تر به نسبت سایر گونه‌های آروانا دارد و قرمزی آن شفاف تر و پر رنگ تر است. آروانا سوپر رد بسیار سریع تر از آروانای رد چیلی یا چیلی رد رنگ می‌گیرد و مناسب علاقه‌مندان کم صبر تر است.

## آرواناچیلی رد
با نام انگلیسی Chili Red Arowana گران‌قیمت‌ترین نژاد آروانا قرمز است و رکورد گران‌ترین آروانا متعلق به فروش این ماهی می‌باشد. زادگاه این ماهی در اندونزی و جزیره کالیمانتان می‌باشد. آروانا چیلی رد نسبت به سوپر رد بدنی پهن‌تر و فین‌های بلند تری دارد و در زمان بلوغ بسیار با شکوه و با وقار می‌شود. نسبت به آروانا سوپر رد دیرتر رنگ می‌گیرد و در اوج رنگ بدنش نارنجی خیلی خیلی پر رنگ می‌شود. ارزش این ماهی در اندونزی به حدی است که مجازات‌هایی نظیر حبس‌های طولانی مدت برای قاچاقچیان آن در نظر گرفته شده‌است. تنها راه تشخیص خلوص نژاد و مرغوبیت یک آروانا قرمز چیلی رد کم سن و کوچک، خرید از فارم‌های معتبر و با اسم و رسم می‌باشد و در غیر این صورت، تشخیص کیفیت آن نیازمند تجربه بسیار بالا در تکثیر و بزرگ کردن آروانا قرمز است.

### خلق و خو
از نظر رفتاری علاقه‌مند به مبارزه با آرواناهای همتای خود است – علاوه بر این آروانا یک ماهی جهنده است، یعنی اگر در آکواریوم خود می‌خواهید آروانا نگهداری کنید حتماً باید آکواریومتان درب داشته باشد زیرا آرواناها از داخل آب به بیرون می‌پرند و می‌توانند پرش‌های بلند و حیرت‌آوری انجام دهند. با افزایش اندازه‌شان، توانایی و احتمال پرش آنها نیز افزایش می‌یابد. از یک سرپوش سنگین برای آکواریومتان استفاده کنید چرا که آنها به راحتی می‌توانند با یک ضربه به سرپوش آن را لق کنند و به کناری بزنند.
آرواناها تمام مدت در حرکت هستند که احتمالاً بخاطر جستجو برای غذاست یا حتی برای طلبیدن حریف. معمولاً رفتار مثبتی را از خود بروز می‌دهند. از ترساندن آنها بپرهیزید و تانک جدا شده بچه ماهی‌ها را از آنها دور نگاهدارید. یک آروانای بالغ به راحتی می‌تواند تانک را بشکند.

### شرایط و محل نگهداری
دکور
رفتار آرواناها در یک تانک خالی (آکواریوم فاقد دکور) بسیار ناراحت می‌نماید. ممکن است صدماتی هم به قسمت‌هایی از بدن خود بزنند ولی رویهم رفته رفتارشان در تانک دکور شده بسیار آرام‌تر است.

## گیاهان
در اضافه کردن گیاهان زنده و طبیعی به تانکتان آزادی کامل دارید چرا که آروانا گیاهخوار نیست. ممکن است با ضربه‌ای، گیاهان را سست کند ولی مطمئناً تصادفی است نه عمدی. گیاهان را در دو انتهای تانکتان قرار دهید.

## محل امن
مخفی نمی‌شود ولی کمی به دکور آکواریوم علاقه‌مند است.

## شرایط آب
درجه حرارت آب بین ۲۴ تا ۲۸ درجه سانتیگراد و سختی آب(ph) بین خنثی تا ۶ و فیلتراسیون مناسب. 

## همزیستی
می‌توانید این ماهی را با سیکلیدهای کوچکتر نگاهدارید. البته نه در اندازه‌ای که برای بلعیدن توسط آروانا مناسب باشند. همچنین می‌توانید آنها را با اسکارهای کوچک و گلدفیش‌های بزرگ نگاهدارید. اگر سیچلایدهای شما رفتارهای خشونت‌آمیزی از خود بروز می‌دهند - همانند زمانی که برای تولید مثل آماده شده‌اند - باید سیکلیدهای مهاجم را جابجا کنید. ضمناً نوع شنای سیکلیدها که خیلی نزدیک به سایرین حرکت می‌کنند می‌تواند به پولک‌های آروانای شما صدمه بزند.

## غذای ماهی آروانا
غذای ماهی آروانا را می‌توان به‌صورت خوراک طبیعی و خوراک تولیدی تقسیم کرد. به‌طورکلی، ماهی آروانا بیشتر علاقه‌مند به خوراک زنده است، که می‌تواند مهارت شکارگری و فعالیت ماهی را بهبود بخشد. اما غذای زنده حاوی بسیاری از انگل‌ها و باکتری‌هایی است که گاهی اوقات به ماهی آروانا منتقل می‌شود. علاوه بر این، ماهی آروانا هنگامی‌که از خوراک زنده استفاده می‌کند، ممکن است صدمه ببیند. خوراک زنده باید قرنطینه شده و قبل از اینکه آن‌ها به ماهی آروانا داده شود از آلودگی باکتریایی ریشه‌کن شود.